# 窑场乡
窑场乡，是中华人民共和国四川省南充市南部县曾经下辖的一个乡。2019年10月，撤销梅家乡和窑场乡，将其所属行政区域划归东坝镇管辖。

## 行政区划
窑场乡撤销前下辖以下地区：
龙楼庙村、同家沟村、杨家嘴村、石庙子村、严家桥村、王家坝村、张家坪村、大地坝村、渭子溪村、金陵坝村、沈家坝村和熊家坝村。